# Фермата на животните (роман)
Вижте пояснителната страница за други значения на Фермата на животните.
Фермата на животните (на английски: Animal Farm, оригинално заглавие: Animal Farm: A Fairy Story) е антиутопия, публикувана през 1945 г. от писателя Джордж Оруел (авторът определя жанра ѝ като приказка). Това е една от най-популярните сатирични алегории на тоталитаризма. Самият Оруел описва книгата като роман против Сталин Списанието Time поставя „Фермата на животните“ сред 100-те най-добри английски романа за всички времена.
В книгата се описват събития, които водят до установяването на ерата на Сталин – корупция, недалновидност, безразличие, невежество и терор. Книгата е алегория на революцията от 1917 година в частност, и революцията въобще. Личните впечатления на Джордж Оруел от Испания и малко по-късно запознаването му с материали и документи по политическите процеси в СССР го заставят рязко да промени комунистическите си възгледи и да се раздели с илюзиите си, които тогава се споделят от голям брой западни интелектуалци.

### Седемте основни заповеди
Животните във фермата издават седем основни заповеди, алегория на седемте смъртни гряха:
1. Този, който ходи на два крака, е враг.
2. Този, който ходи на четири крака или има крила, е приятел.
3. Животните не носят дрехи.
4. Животните не спят в легло (добавено след това: с постелки).
5. Животните не пият алкохол (добавено след това: без мярка).
6. Животните не убиват други животни (добавено след това: без причина).
7. Всички животни са равни, но някои са по-равни от другите. (След изгонването на човека и налагането на новия ред във фермата логично се стига до животинския хепиенд.)

Последната, седма заповед става крилата фраза от романа. През 1977 година Пинк Флойд издават албума си „Животни“ (Animals) по мотиви от книгата на Оруел.
Премиерата на сценичната адаптация на романа в България излиза на 10 февруари 2020 г. Постановката е на Театър 199 и е режисирана от Десислава Шпатова. В главната роля влиза Снежина Петрова, а в постановката участват и нейни студенти.